# Крема (град)
Крема (итал. Crema) град је у северној Италији. То је други по величини и значају град округа Кремона у оквиру италијанске покрајине Ломбардија.

## Природне одлике
Град Крема се налази 40 км источно од Милана, у средишњем делу Падске низије. Град се налази у равничарском крају, познатом по веома развијеној пољопривреди (вино, пиринач, житарице и млечни производи), на приближно 80 m надморске висине. Поред града протиче река Серио.

## Становништво
Према резултатима пописа становништва 2011. у општини је живело 33.091 становника.
| 1931.  | 1936.  | 1951.  | 1961.  | 1971.  | 1981.  | 1991.  | 2001.  | 2011.  |
| ------ | ------ | ------ | ------ | ------ | ------ | ------ | ------ | ------ |
| 24.204 | 25.163 | 27.889 | 30.035 | 32.733 | 34.750 | 33.238 | 32.981 | 33.091 |

Крема данас има око 34.000 становника, махом Италијана. Током протеклих пар деценија број градског становништва је стагнирао.

## Партнерски градови
- Мелен

## Галерија
- Црква пресвете Богорице
- Капија старе Креме
- Палата Премоли
- Река Серио код Креме